# Brücken-Hackpfüffel
Brücken-Hackpfüffel település Németországban, azon belül Szász-Anhalt tartományban. Lakosainak száma 968 fő (2023. december 31.).

## Népesség
A település népességének változása:
| Lakosok száma | 1049 | 976  | 974  | 970  | 973  | 968  |
|               | 2015 | 2017 | 2019 | 2021 | 2022 | 2023 |